# INXS
INXS je Avstralska rock skupina.

## Zasedba

### Člani
- Michael Hutchence († 1997.)
- J. D. Fortune (2005.)
- Andrew Farriss
- Jon Farriss
- Tim Farriss
- Kirk Pengilly
- Garry Gary Beers.

## Diskografija

### Albumi
- 1980.: INXS
- 1981.: Underneath the Colours
- 1982.: Shabooh Shoobah
- 1982.: INXSIVE
- 1983.: Dekadance
- 1984.: The Swing
- 1985.: Listen Like Thieves
- 1987.: Kick
- 1990.: X
- 1991.: Live Baby Live
- 1992.: Welcome to Wherever You Are
- 1993.: Full Moon, Dirty Hearts
- 1994.: The Greatest Hits
- 1997.: Elegantly Wasted
- 2001.: Shine Like it Does: The Anthology (1979–1997)
- 2002.: The Years 1979–1997
- 2002.: Stay Young 1979–1982
- 2005.: Switch

### Singli
| - 1980. "Just Keep Walking" - 1981. "Stay Young" - 1982. "The One Thing" - 1982. "Don't Change" - 1983. "To Look at You" - 1983. "Black and White" - 1984. "Original Sin" - 1984. "I Send a Message" - 1984. "Burn for You" - 1984. "Dancing on the Jetty" - 1985. "This Time" - 1986. "What You Need" - 1986. "Kiss the Dirt" - 1986. "Listen Like Thieves" - 1986. "Different World" - 1986. "Good Times" (feat. Jimmy Barnes) - 1987. "Need You Tonight" - 1988. "Devil Inside" - 1988. "New Sensation" - 1988. "Never Tear Us Apart" - 1989. "Mystify" - 1990. "Suicide Blonde" - 1990. "Disappear" - 1991. "By My Side" | - 1991. "Bitter Tears" - 1991. "The Stairs" - 1991. "Shining Star EP" - 1992. "Heaven Sent" - 1992. "Baby Don't Cry" - 1992. "Taste It" - 1992. "Not Enough Time" - 1993. "Beautiful Girl" - 1993. "The Gift" - 1993. "Please (You Got That...)" - 1994. "The Strangest Party (These Are The Times)" - 1997. "Elegantly Wasted" - 1997. "Everything" - 1997. "Don't Lose Your Head" - 2001. "Precious Heart" (Tall Paul vs. INXS) - 2001. "I'm So Crazy" (Par-T-One vs. INXS) - 2002. "Tight" - 2003. "One Of My Kind" (Rogue Traders vs. INXS) - 2003. "I Get Up" - 2004. "Mystify (Remix)" - 2005. "Pretty Vegas" - 2006. "Afterglow" |